# Sayáns
Sayáns (oficialmente San Salvador de Saiáns) es una parroquia española del municipio de Moraña, perteneciente a la provincia de Pontevedra, en la comunidad autónoma de Galicia.

## Toponimia
El lugar puede aparecer referido como «Sayáns», «Saiáns», «Sayanes», «San Salvador de Sayáns», «San Salvador de Sayanes» y «San Salvador de Saiáns».

## Historia
Hacia mediados del siglo XIX, el lugar, por entonces referido como una feligresía, tenía contabilizada una población de mil habitantes. Aparece descrito en el decimotercer volumen del Diccionario geográfico-estadístico-histórico de España y sus posesiones de Ultramar de Pascual Madoz con las siguientes palabras:

SAYANS (San Salvador): felig. en la prov. de Pontevedra (2 1/2 leg.), part. jud. de Caldas de Reyes (1), dióc. de Santiago (6 1/2), ayunt. de Moraña. sit. al SE. de la cap. del part.: reinan con mas frecuencia los aires del N. y S.; el clima es sano. Tiene 220 casas en los l. de Albergaria, Barosela, Buelo, Casal, Cobelo, Corrigatos, Crestar, mos, Santa Margarita, Savadin, So-Iglesia y Sayans. Hay escuela de primeras letras frecuetnada por 30 niños de ambos sexos, y dotada con 600 rs. anuales. La igl. parr. (San Salvador)es muy buena y está servida por un cura de término y patronato lego; hay tambien una ermita dedicada á Sta. Margarita en el l. del mismo nombre. Confina con las parr. de Rebon y Santa Justa de Moraña. El terreno es de mediana calidad, y tiene buenas aguas de fuente. Atraviesa por esta felig. un camino que desde Cuntis se dirige á la cap. de la prov. en regular estado. prod.: maiz, centeno, patatas, legumbres y vino; se cria ganado vacuno y lanar, y caza de liebres, conejos y perdices. pobl.: 220 vec., 1,000 alm. contr.: con su ayunt. (V.).
(Madoz, 1849, pp. 884-885)

En 2022, tenía empadronados 1888 habitantes.

## Patrimonio
Hay en la parroquia una iglesia de San Salvador.